# GNOME
GNOME er et skrivebordsmiljø til UNIX og UNIX-lignende styresystemer.  Det er GNU-projektets officielle skrivebordsmiljø.

## Oprindelse
GNOME-projektet (GNU Network Object Model Environment) blev påbegyndt i august 1997 af Miguel de Icaza, som et forsøg på at levere et frit skrivebordsmiljø til styresystemet GNU/Linux. På det tidspunkt var KDE det eneste seriøse alternativ for ikke-tekniske brugere.
Der var dog nogle problemer i forbindelse med KDE:  Det var baseret på Trolltechs Qt-toolkit, der havde flere licenseringsproblemer.  Licenseringsproblemerne i forbindelse med de formodedede overtrædelser af GPL blev løst ved at udgive Qt under både GPL og QPL, også kendt som dobbeltlicensering.  Der er stadig stor uenighed om brugen af den komplette GPL til et funktionsbibliotek som Qt og de restriktioner det medfører for kode der linker til den, såsom KDE-miljøet og alle KDE-programmer.
GNOME selv er skrevet i programmeringssproget C.  Et række sprogbindinger er tilgængelige, hvilket gør det muligt at skrive GNOME-programmer i forskellige programmeringssprog som eksempelvis C++, Ruby, C#, Python, Perl og mange andre.  I stedet for Qt valgte man GTK+ som grundlag for udviklingen af GNOME. GTK+'s licens var GNU Lesser General Public License.  Det blev allerede anvendt af Gimp, et større fri software-projekt.
I April 2011 udkom GNOME version 3. GNOME3 introducerede GNOME Shell som erstatning for GNOME Panel.